# Gernot Sittner
Gernot Sittner (* 27. Juni 1938) ist ein deutscher Journalist, der lange Zeit für die Süddeutsche Zeitung (SZ) tätig war. Von 1993 bis 2005 war er Chefredakteur der SZ.

## Leben
Sittner wuchs in Sulzbach-Rosenberg in der Oberpfalz auf. Nach Aussagen Sittners wollten seine Eltern, dass er Lehrer werden sollte. Er studierte dementsprechend Germanistik, Anglistik, Philosophie und Geschichte in München und legte das Staatsexamen für das höhere Lehramt ab. Außerdem promovierte er im Jahr 1966 mit einer Arbeit über die Reaktion der deutschen Literatur auf den Krieg 1870/71. In der Zwischenzeit hatte er sich jedoch dem Journalismus zugewandt und wurde 1964 Mitarbeiter der Süddeutschen Zeitung in München.
Er schrieb zunächst über lokale Themen und war auch für Bildungspolitik zuständig, wurde dann Redakteur der Fernsehseite und dann, für 17 Jahre, als Ressortleiter verantwortlicher Redakteur für die Seite 3 der SZ, die, so Hans Werner Kilz, „unter seiner Führung zu der meistgelesenen Reportage-Seite im deutschen Tageszeitungsjournalismus wurde“. Neben der Seite drei leitete er auch noch die Wochenendbeilage der SZ.
1989 wurde Sittner stellvertretender Chefredakteur und Chef vom Dienst bei der SZ, 1993 wurde er schließlich Chefredakteur neben Dieter Schröder und Hans Werner Kilz, was er bis zu seiner Pensionierung im Jahr 2005 blieb. Auch danach leitete er weiterhin das Verkehrsparlament und das Gesundheitsforum der Süddeutschen Zeitung.
Stephan Lebert nannte ihn in der ZEIT in einem Artikel zu seiner Pensionierung „so etwas wie den Mister SZ“.

## Veröffentlichungen (Auswahl)
- (Hrsg.): Die Seite drei : Reportagen aus fünf Jahrzehnten, 2. überarbeitete Auflage, Süddeutsche Zeitung GmbH, München 2007 (Süddeutsche Zeitung Edition), ISBN 978-3-86615-484-1.